# Nagy Zsolt (színművész)
Nagy Zsolt (Kisvárda, 1976. április 26. –) magyar színész.

## Életpályája
1994–1996 között a Békés Megyei Jókai Színházban játszott. 2000-ben végzett a Színház- és Filmművészeti Főiskolán. 2000–2008 között a Krétakör Színház, 2011–2013 között a Nemzeti Színház társulatában dolgozott. 2008–2011 között szabadúszó, vendégszerepelt a Vígszínházban is. 2014-től az Örkény Színház tagja.
2021-től a TASZ nagykövete. 2022-ben az ellenzéki nagygyűlés műsorvezetője volt március 15-én.

## Magánélete
Elvált, első házasságából Tóth Petrával három, Oltai Kata művészettörténésszel kötött házasságából pedig két gyermeke született.

## Színházi szerepeiből
A Színházi adattárban regisztrált bemutatóinak száma: 108.
- Fazekas Mihály-Schwajda György: Ludas Matyi (Címszerep)
- Brecht: Baal (Ekart)
- Füst Milán: A zongora (Mühlstad Artúr)
- Csehov: 
  - Sirály (Trepljov)
  - Három nővér (Szoljonij)
- Tasnádi István: NEXXT (Több szerep)
- Molnár Ferenc: Liliom (Címszerep)
- Georg Büchner: W-munkáscirkusz (Woyzeck)
- Shaw: Szent Johanna (Robert de Baudricourt)
- Bródy Sándor: Tanítónő (Ifj. Nagy István)
- Vörösmarty Mihály: Csongor és Tünde (Balga)
- Kleist: Amphitryon (Címszerep)
- Thomas Mann-Gáspár Ildikó: József és testvérei (Több szerep)
- Ödön von Horváth: Hit remény szeretet

## Filmes és televíziós szerepei
- Gólkirályság (2024)
- Éger (2023)
- Műanyag égbolt (2023)
- A játszma (2022)
- A hattyú (2022)
- Tantrum (2021)
- Részecskék (ang. Bits) (2020)
- Felkészülés meghatározatlan ideig tartó együttlétre (2020)
- Mellékhatás (2020–2023)
- Drakulics elvtárs (2019)
- Napszállta (2018)
- A hentes, a kurva és a félszemű (2018)
- A Viszkis (2017)
- Cop Mortem (2016)
- Cézár (2015)
- Free Flow (2015)
- Terápia (2012-2014)
- Munkaügyek (2014)
- Cserpes Laura: Ments meg ha fáj! (2014)
- Szabadesés (2014)
- Couch Surf (2014)
- Viktória: A zürichi expressz (2014)
- Játszótársak (2014)
- Fekete leves (2013)
- Furnitur (2013)
- Isteni műszak (2012)
- Retúr (2012)
- Filmflovers (2012)
- A vizsga (2011)
- Válaszcsapás (2011)
- Ádám pincéje (2011)
- Team Building (2010)
- Freight (2010)
- Kolorádó Kid (2010)
- Londoni Au Pair (2009)
- Hajónapló (2009)
- Model (2009)
- Intim fejlövés (2009)
- Panel (2008)
- Ciklus (2008)
- Nagy (2008)
- Overnight (2007)
- Zuhanórepülés (2006)
- Szabadság, szerelem (2006)
- Randevú (2006)
- 2005 káosz (2006)
- Csak szex és más semmi (2005)
- Békülés (2005)
- Fekete kefe (2004)
- Állítsátok meg Terézanyut! (2004)
- Határontúl (2004)
- Szezon (2003)
- Posztkatona (2003)
- Kontroll (2003)
- Új élet (2002)
- Citromfej (2002)
- Nexxt (2001)
- Jadviga párnája (2000)

## CD-k és hangoskönyvek
- Jászberényi Sándor: A lélek legszebb éjszakája
- Cserna-Szabó András: Zerkó – Attila törpéje
- Kozma Lilla Rita: Utcamesék

## Díjai, elismerései
- Népszabadság Üstökös Díj (2000)
- A legjobb 30 év alatti színész díja (POSZT, 2001)
- Magyar Filmkritikusok Díja – Legjobb férfi epizódszereplő (2004)
- Magyar Filmkritikusok Díja – Legjobb férfi alakítás díja (2011)
- Pünkösti Andor-díj (2018)[8]
- Portoi nemzetközi filmfesztivál – Legjobb férfi alakítás díja (2023)[9]
- Televíziós Újságírók Díja – A legjobb férfi főszereplő (2024)[10]